# Situdam
Situdam is een bestuurslaag in het regentschap Karawang van de provincie West-Java, Indonesië. Situdam telt 4176 inwoners (volkstelling 2010).